# ديك ديلوش
ديك ديلوش (بالإنجليزية: Cartha DeLoach)‏ هو مدير أمريكي، ولد في 20 يوليو 1920 في كلاكستون في الولايات المتحدة، وتوفي في 13 مارس 2013.